# Osztrák–Magyar Haydn Zenekar
Az Osztrák–Magyar Haydn zenekart Fischer Ádám alapította 1987-ben osztrák és magyar zenészek együttműködésével. A zenekar székhelye a Kismartonban található Haydn-terem, a zeneszerző egykori lakhelye. Repertoárjában Haydn zenéje mellett más klasszikus, illetve romantikus zeneszerzők (például Mozart és Schubert) művei is szerepelnek. 

## Története
Fischer Ádám az együttest azzal a céllal hívta életre, hogy az a közös zenélésen keresztül kulturális kapcsolatot teremtsen a vasfüggöny két oldalán található közösségek közt. 1987-ben részben a Bécsi Filharmonikusok, részben hazai zenekarok tagjaiból alakult az együttes. Művészeti tevékenységük a rendszerváltás után is fennmaradt és máig aktív. Tagsága ma is nagyjából fele-fele arányban osztrák és magyar zenészekből áll. 

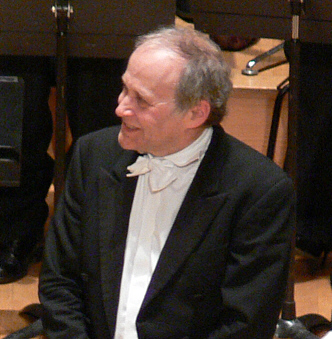
Fischer Ádám, a zenekar tiszteletbeli karmestere

2015-ben a zenekar vezetésével Nicolas Altstaedtot bízták meg, Fischer Ádám pedig tiszteletbeli karmester.

## Fellépései
A zenekar állandó közreműködője a kismartoni Haydn-fesztiválnak, illetve felléptek már a világ számos pontján, többek között Európa, az USA, Japán, Korea illetve Kína hangversenytermeiben. Meghívásra adtak már koncertet az alábbi hangversenytermekben: a bécsi Konzerthaus és a Musikverein, a budapesti Müpa, a schwarzenbergi Schubertiade, a Musikverein Graz, a zürichi Tonhalle, a ganfi Victoria Hall, a baden-badeni Festival Hall, a Berlin Philharmonic Hall, madridi Auditorio Nacional, a barcelonai Palau de la Musica, a tokiói Suntory Hall, a Seoul Arts Center, a pekingi National Center of Performing Arts, illetve a londoni BBC Proms. 
Gyakori részvevői különféle zenei fesztiváloknak, ilyenek például a Budapesti Tavaszi Fesztivál, illetve a New York-i "Mostly Mozart" fesztivál.

## Felvételei
A zenekar feladatának tekinti Haydn életművének feltárását és rögzítését. Az 1987 és 2001 közötti időszakban készült a zeneszerző összes szimfóniájának felvétele, melyet a Nimbus records kiadóval adtak közre.
- Joseph Haydn: Gesamtaufnahme aller 104 Symphonien (Nimbus/Brilliant Classics)
- Joseph Haydn: Symphonie Nr. 97., Symphonie Nr. 102., Overtüre zu "L'anima del filosofo" (MDG Dabringhaus & Grimm)
- Joseph Haydn: Symphonie Nr. 88. G-dur, Symphonie Nr. 101. d-moll, "Die Uhr", Overture zu "L'isola disabitata" (MDG Dabringhaus & Grimm)
- Joseph Haydn: Symphonie Nr. 92. G-dur, Symphonie Nr. 94. G-dur "Paukenschlagr", Overture zu "La fedelità premiata" (MDG Dabringhaus & Grimm)
- Wolfgang Amadeus Mozart: Klarinettenkonzert A-dur KV 622, Klarinettenkonzert A-dur KV 581, Sharon Kam közreműködésével (Berlin Classics)

## Díjai, elismerései
- A Gramophone magazin legjobb felvételnek járó elismerése Haydn 40-54 szimfóniáinak felvételéért
- 2006 Echo Klassik-díj az első sound surround technikával rögzített Haydn-felvételükért
- 2008 Echo Klassik-díj a második sound surround technikával rögzített Haydn-felvételükért